# Marquinhos (football, 1971)
Pour les articles homonymes, voir Marquinhos (homonymie).
Marcos Corrêa dos Santos, plus connu sous le nom de Marquinhos (né le 2 octobre 1971 à Rio de Janeiro), est un footballeur international brésilien, qui évolue au poste de milieu de terrain.
Marquinhos passe l'intégralité de sa carrière en Amérique du Sud et plus particulièrement au Brésil. Après sept saisons avec le Clube de Regatas do Flamengo et de nombreux titres remportés, il rejoint la Sociedade Esportiva Palmeiras avec qui il remporte le championnat de São Paulo en 1996. Marquinhos change ensuite régulièrement de club, jusqu'en 2008, où il prend sa retraite de footballeur professionnel.
Marquinhos dispute un seul match avec l'équipe du Brésil, en 1993 et fait partie des joueurs sélectionnés pour la Copa América 1993. Auparavant, en 1991, il est finaliste de la Coupe du monde des moins de 20 ans 1991 avec le Brésil.

## Carrière en club
Marquinhos commence sa carrière de footballeur dans les catégories inférieures du Clube de Regatas do Flamengo. A seulement dix-sept ans, il devient professionnel dans son club formateur. Prometteur, il est, malgré son jeune âge, régulièrement utilisé pour remplacer son coéquipier Zico, notamment. Après un bref retour avec les équipes de jeunes du club avec qui il remporte la coupe de São Paulo junior, il retourne en équipe première. Il participe aux différents sacres du club en coupe du Brésil 1990, dans le championnat de Rio de Janeiro 1991 et dans le championnat du Brésil 1992, notamment. Marquinhos joue un total de 339 matchs et marque 27 buts pour son club formateur.
En 1996, Marquinhos rejoint la Sociedade Esportiva Palmeiras et remporte le championnat de São Paulo la même année. Marquinhos est ensuite prêté dans différents clubs dont le Club Social y Deportivo Colo-Colo qu'il rejoint en 1999. Ensuite, Marquinhos change régulièrement de club jusqu'en 2008, où il prend sa retraite.

## Carrière en sélection nationale
Marquinhos participe à la coupe du monde des moins de 20 ans 1991, organisée au Portugal, avec le Brésil. Titulaire indiscutable, il participe à la finale de la compétition face au Portugal mais manque son tir au but (zéro but partout après les prolongations) et permet au Portugal d'obtenir son deuxième titre dans la compétition. Au total, Marquinhos dispute six matchs et inscrit deux buts.
Avec l'équipe du Brésil, Marquinhos est sectionné pour participer à la Copa América de 1993. Il dispute son seul match en équipe nationale senior lors du quart de finale perdu aux tirs au but face à l'Argentine en remplaçant à la 71e minute de jeu Palhinha.

## Palmarès
Avec le Flamengo, Marquinhos remporte le championnat du Brésil en 1992. Il gagne également avec ce club, en 1990, la Coupe du Brésil, en 1991, le Championnat de Rio de Janeiro en 1991, et la Coupe Rio et, en 1995, la Coupe Guanabara.
Sous les couleurs de Palmeiras, il remporte le championnat de São Paulo en 1996 puis, avec Bahia, il gagne le championnat de Bahia en 1998.
Son dernier trophée remporté est la Coupe Rio en 2006 avec Madureira.
Avec l'équipe du Brésil des moins de 20 ans, il est finaliste de la Coupe du monde des moins de 20 ans en 1991. Avec le Brésil, il compte une sélection obtenue en 1993 lors de la Copa América 1993.